# Rivalta di Torino
Rivalta di Torino is een gemeente in de Italiaanse provincie Turijn (regio Piëmont) en telt 18.266 inwoners (31-12-2004). De oppervlakte bedraagt 25,3 km², de bevolkingsdichtheid is 722 inwoners per km².
De volgende frazioni maken deel uit van de gemeente: Pasta, Tetti Francesi, Gerbole.

## Demografie
Rivalta di Torino telt ongeveer 7043 huishoudens. Het aantal inwoners steeg in de periode 1991-2001 met 10,0% volgens cijfers uit de tienjaarlijkse volkstellingen van ISTAT.
| Jaar | Inwoneraantal |
| ---- | ------------- |
| 1991 | 15.971        |
| 2001 | 17.565        |

## Geografie
De gemeente ligt op ongeveer 295 m boven zeeniveau.
Rivalta di Torino grenst aan de volgende gemeenten: Rivoli, Villarbasse, Orbassano, Sangano, Bruino, Piossasco, Volvera.